# Bactrospora homalotropa
Bactrospora homalotropa är en lavart som först beskrevs av William Nylander och som fick sitt nu gällande namn av Egea & Torrente. 
Bactrospora homalotropa ingår i släktet Bactrospora och familjen Roccellaceae.   Inga underarter finns listade i Catalogue of Life.